# Prvinci
Prvinci is een plaats in de gemeente Krašić in de Kroatische provincie Zagreb. De plaats telt 17 inwoners (2001).